# 石川雅章
石川 雅章（いしかわ まさあき、1937年（昭和12年）3月23日 - 2010年（平成22年）10月21日）は、日本のプロボウラー。元俳優。東京都出身。1967年プロ入り第1期生ライセンスNo5。右投げ。
通算1勝。公認パーフェクト2回。
プロボウラーになる前は「石川浩二」の芸名で東宝専属の俳優として特捜映画にも出演していたことがある。

## 来歴
1958年（昭和33年）、ボウリングを始める。1959年（昭和34年）秋に開催された全日本選手権において、粕谷三郎とのダブルスで優勝。
1967年（昭和42年）、日本プロボウリング協会（JPBA）の設立と同時に、推薦プロボウラーとして、第一期創設メンバーの1人となる。
1968年（昭和43年）5月15日、月例会にてパーフェクトゲームを達成。JPBA設立後初の公認パーフェクトボウラーとなる。
2010年10月21日病気のため死去。享年73。
没後、長年にわたり協会発展に寄与されたことが評価され、2017年度JPBA日本プロボウリング協会プロボウリング殿堂表彰に選出。

## リンク
2019年11月10日発行ボウリングジャーナルレジェンドたちの肖像file8、石川雅章
JPBA日本プロボウリング協会・2017年度プロボウリング殿堂石川雅章